# John Cioffi

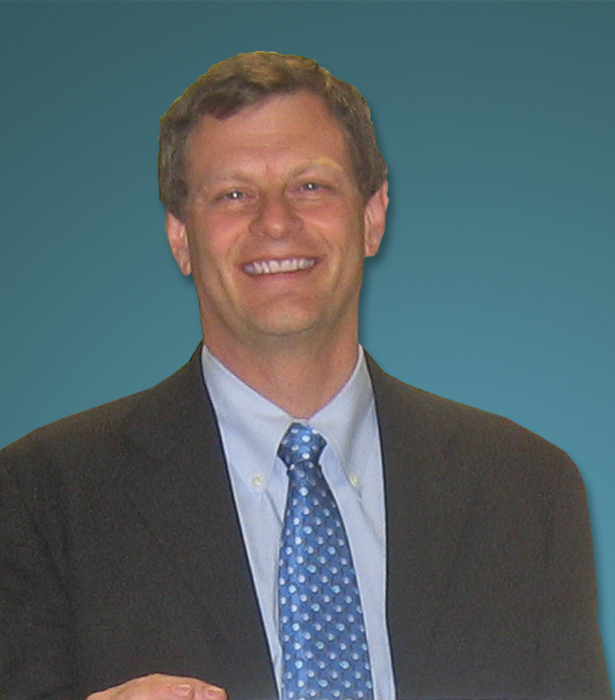
John Cioffi (2006)

John M. Cioffi (* 7. November 1956 in Illinois) ist ein US-amerikanischer Elektroingenieur, bekannt für seine wesentlichen Beiträge zur Entwicklung von DSL in der digitalen Kommunikationstechnik.
Cioffi studierte Elektrotechnik an der University of Illinois at Urbana-Champaign mit dem Bachelor-Abschluss 1978. Er setzte sein Studium an der Stanford University fort, an der er 1979 seinen Master-Abschluss erhielt und 1984 promoviert wurde, während er gleichzeitig ab 1978 an den Bell Laboratories arbeitete. 1984 ging er zu IBM, wo er an Festplatten-Lesekanälen arbeitete. 1986 wurde er Assistant Professor und später Professor an der Stanford University. Seine Forschungen zu Discrete Multitone Transmission (DMT) mit seinen Studenten in Stanford führten zur DSL-Technologie. 2009 emeritierte er in Stanford als Hitachi Professor of Engineering.
1991 gründete er Amati Communications Corporation, um DSL-Modems zu bauen und zu vermarkten. Ergebnis war das Prelude-Modem, das die Vorteile der DSL-Technik gegen Konkurrenz-Modulations-Techniken demonstrierte. 1993 kehrte er nach Stanford zurück, er blieb aber Direktor von Amati, bis diese 1998 von Texas Instruments übernommen wurden.
Er entwickelte danach Dynamic-Spectrum-Management (DSM) als Weiterentwicklung der DSL-Technik und gründete 2003 Adaptive Spectrum and Signal Alignment Inc. (ASSIA), deren CEO und Vorstandsvorsitzender er ist.
2006 erhielt Cioffi den Marconi-Preis, 2001 die IEEE Kobayashi Medal, 2000 den IEEE Third Millennium Award, 2010 den IEEE Alexander Graham Bell Award und für 2022 die National Medal of Technology and Innovation. Er ist Mitglied der National Academy of Engineering (2001) und der Royal Society of Engineering (2009) und Fellow des IEEE (1996). 2010 wurde er Ehrendoktor der University of Edinburgh, 2024 Mitglied der Royal Society of Edinburgh.

## Schriften
- Artikel DSL in Scholarpedia von Cioffi
- mit T. Starr, M. Sorbora, P.J. Silverman: DSL Advances, Prentice Hall, 2003.
- mit T. Starr, P.J. Silverman: Understanding Digital Subscriber Line Technology, Prentice Hall, 1999.
- Generalized Decision-Feedback Equalization for Packet Transmission with ISI and Gaussian Noise, in  A. Paulraj, V. Roychowdhury, and C.D. Schaper (Herausgeber) Communications, Computation, Control and Signal Processing, a Tribute to Thomas Kailath, Kluwer Academic Publishers, 1997, Kapitel 4.
- Asymmetric Digital Subscriber Lines, in J. D. Gibson (Herausgeber) Communications Handbook, CRC Press/IEEE Press, 1997, Kapitel 34.
- Adaptive Filtering, in S. K. Mitra, J. F. Kaiser (Herausgeber) Digital Signal Processing Handbook, Van Nostrand Reinhold, 1988, Kapitel 15.